# 帖该亚的阿里斯塔库斯
帖该亚的阿里斯塔库斯（英語：Aristarchus of Tegea），约活动于公元前5世纪中期。欧里庇得斯的侪辈，著有75部悲剧，两次获胜。他的剧目包括《坦塔罗斯》、《阿喀琉斯》以及《阿斯克勒庇俄斯》（为康复而作）。